# Ronald Laing
Ronald David Laing (Glasgow, 7 ottobre 1927 – Saint-Tropez, 23 agosto 1989) è stato uno psichiatra scozzese, che scrisse estesamente sulla malattia mentale, in particolare sulla psicosi.

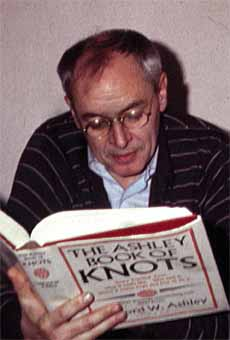
R.D.Laing. in una foto di Robert E. Haraldsen

Le opinioni di Laing sulle cause e il trattamento di importanti disfunzioni mentali furono influenzate dalla filosofia esistenzialista. In controtendenza rispetto all'ortodossia psichiatrica del tempo, Laing considerava l'emozionalità espressa dal paziente o cliente come una descrizione valida di esperienza vissuta più che semplicisticamente una sintomatologia di un qualche disordine separato o soggiacente. Veniva associato al movimento anti-psichiatrico, sebbene ne rifiutasse l'etichetta. Politicamente, era considerato un intellettuale della Nuova Sinistra.

## Biografia

### Primi anni
Laing nacque nel distretto Govanhill di Glasgow il 7 ottobre 1927, figlio unico di David Park MacNair Laing e Amelia Glen Kirkwood. Laing descriveva i suoi genitori come individui piuttosto strani. Sua madre, in particolare, secondo alcune voci e congetture sul suo comportamento, viene descritta come "psicologicamente strana". Anche se il figlio di Laing, suo biografo, in buona parte, non dà credito al resoconto del padre riguardo alla sua infanzia, in un necrologio di un conoscente di Laing, in merito ai genitori di questi, viene indicato che – "la verità è che lui ne parlò solo a pochi intimi amici". Da giovane, il padre di Laing, David, un ingegnere elettronico che aveva servito nella Royal Air Force, spesso veniva alle mani con suo fratello, ed ebbe un esaurimento per tre mesi quando Laing era ancora adolescente.
Frequentò all'inizio la Public School Sir John Neilson Cuthbertson e dopo quattro anni si trasferì alla Grammar School di Hutchesons. Le sue note in merito lo descrivono come un bambino intelligente, competitivo e precoce, il suo studio riguarda principalmente i classici, in particolar modo la filosofia, ampliando i suoi interessi culturali attraverso la lettura di libri nella biblioteca locale. Fu anche musicista, e un socio del Royal College of Music. Apparentemente, per una serie di ragioni, fra cui quella di "volere affrontare la vita e la morte e diventare così più scientifico", scelse di studiare medicina all'università di Glasgow. Potrebbe avere iniziato a bere più consistentemente dei suoi colleghi all'età di 18 anni. Prossimo alla laurea in medicina diede vita al "Circolo Socratico" (Socratic Club), di cui il filosofo Bertrand Russell accettò di essere il presidente. Bocciato agli esami finali al primo tentativo, nel 1950, Laing, dopo aver trascorso sei mesi a lavorare in un reparto psichiatrico, non ebbe problemi ai successivi esami di riparazione avvenuti all'inizio del 1951.

## Carriera
Laing per un paio d'anni lavora come psichiatra nell'esercito britannico (Royal Army Medical Corps). Coscritto, nonostante la sua asma che lo rendeva inabile per le operazioni militari, nutre un vivo interesse nel comunicare con persone mentalmente disturbate. Nel 1953 lascia l'esercito per lavorare al Gartnavel Royal Hospital diventando il consulente più giovane della nazione. Durante questo periodo, inoltre, nella città di Glasgow, partecipa ad un gruppo di discussione orientato verso l'esistenzialismo, organizzato da Karl Abenheimer e Joe Schorstein. Nel 1956 Laing ottiene una borsa di studio per lavorare alla Tavistock Clinic di Londra, molto nota come centro di studi e pratica di psicoterapia (in particolare psicoanalisi). In questo periodo, viene associato a John Bowlby, D. W. Winnicott e Charles Rycroft. Rimane in questo istituto fino 1964.
Nel 1965, Laing e un gruppo di colleghi crea la Philadelphia Association e inizia un progetto comunitario psichiatrico al Kingsley Hall, dove i pazienti e terapisti vivevano insieme. L'autore norvegese Axel Jensen ne diventa amico intimo e Laing spesso lo va a trovare a bordo della sua goletta Shanti Devi a Stoccolma.
Nell ottobre del 1972, Laing incontra Arthur Janov, autore del popolare libro The Primal Scream. Anche se Laing trova Janov modesto e senza pretese, lo vedeva come un jig man (qualcuno che sa molto nel suo piccolo). Laing simpatizza con Janov, anche se considerava la sua Terapia Primale un lucroso affare, e lui come un tipo che voleva solo ottenere uno spazio adeguato e lasciare che le persone "lo occupassero".
Ispirato dal lavoro della psicoterapeuta americana Elizabeth Fehr, Laing inizia a sviluppare una squadra che fornisca "laboratori per la rinascita" (rebirthing workshops) dove una persona designata sceglie di ri-sperimentare la lotta nel cercare di liberarsi dal canale uterino (birth canal) rappresentato dal resto dei membri del gruppo intorno a lui o lei. Molti dei precedenti colleghi lo consideravano una mente brillante portata ad errare, mentre alcuni lo credevano alquanto psicotico.

## Vita privata
Laing era turbato dai problemi personali, soffriva di alcolismo episodico e depressione, secondo la sua stessa auto-diagnosi in un'intervista del 1983 rilasciata ad una trasmissione radiofonica (BBC Radio) condotta da Anthony Clare, sebbene prima della sua morte, da quanto viene riferito, non ne fosse affetto. Queste ammissioni erano destinate ad avere conseguenze piuttosto serie per Laing in quanto formavano parte del processo intentato contro di lui da parte del General Medical Council che lo portò a cessare l'attività di medico. Morì all'età di 61 anni di infarto mentre stava giocando a tennis con il suo collega e amico Robert W. Firestone.
Da quattro donne, Laing ebbe 10 figli, sei maschi e quattro femmine. Suo figlio Adrian nel 2008 dice:
Sua figlia Susan morì nel marzo del 1976, all'età di 21 anni, di leucemia. Adam, il suo primogenito nato dal secondo matrimonio, nel maggio del 2008 aveva 41 anni allorché venne trovato morto, causa attacco cardiaco, in una tenda su un'isola del Mediterraneo.

## L'antipsichiatria
Insieme a David Cooper, Laing fu tra i principali ispiratori del movimento detto antipsichiatria, una corrente scientifica di cui tuttavia non arrivò a condividere le conclusioni più estreme. Sebbene venisse visto come figura carismatica di tale movimento, Laing volle continuare a definirsi uno psichiatra, sostenendo l'esistenza della malattia mentale, intesa come sofferenza psichica, di cui è necessario ricercare la cura attraverso l'intervento esterno del medico. Laing sfidò i valori fondanti su cui si basava la pratica psichiatrica che vedeva la malattia mentale come un fenomeno biologico senza attinenza con la dimensione sociale, intellettuale e culturale.
Laing, inoltre, pone in crisi la stessa diagnosi psichiatrica, argomentando che la diagnosi di un disordine mentale contraddice la procedura medica accettata: la diagnosi veniva fatta in base al comportamento (o condotta) e tramite esami e test complementari che tradizionalmente precedono la diagnosi di patologie vitali (come ossa rotte o polmonite) confluiti (se non del tutto) in seguito nella diagnosi di disordine mentale. Perciò, secondo Laing, la psichiatria venne fondata su una falsa epistemologia, in quanto la malattia viene diagnosticata in base al comportamento, ma trattata biologicamente.
Laing era convinto che la schizofrenia fosse "una teoria, non un fatto", e che i modelli di schizofrenia ereditata geneticamente, essendo promossi dalla psichiatria biologicamente orientata, non fossero accettati dai genetisti medici dominanti. Rigetta il "modello" medico di malattia mentale", la cui diagnosi non segue, secondo Laing, un modello medico tradizionale, e ciò lo porta a mettere in questione l'uso degli antipsicotici. Il suo atteggiamento verso i farmaci ricreativi era alquanto ambivalente, dato che in privato sosteneva un'anarchia di esperienza.

### L'alienazione sociale
Molto vicino filosoficamente alle posizioni della fenomenologia e particolarmente all'esistenzialismo-marxista di Jean-Paul Sartre, si è sempre mostrato, come detto dianzi, molto critico rispetto alla visione della malattia mentale propugnata dalla psichiatria tradizionale, in special modo nei confronti della schizofrenia che all'epoca veniva "trattata" nei manicomi istituzionali.
Le sue posizioni in materia di salute mentale non erano avulse da una critica del capitalismo, elemento questo tipico anche di altri esponenti dell'anti-psichiatria come David Cooper e Félix Guattari, nei quali le problematiche dell'alienazione mentale e quelle dell'alienazione sociale si intrecciano.
Malgrado il suo riconoscimento dell'alienazione sociale da riferire alla struttura economica capitalistica, rispetto per esempio a un David Cooper, Ronald David Laing si è tenuto più distante da un impegno direttamente politico in senso militante.
In effetti, la sua analisi più che orientarsi nel senso di una politica partitica (come fece invece l'antipsichiatria italiana, soprattutto nel filone di Franco Basaglia) si pose di fronte ai micro-sistemi sociali e psicologici (la "famiglia reale" e la "famiglia interiorizzata") e quindi ad una "microfisica del potere" così come intesa e impostata in quegli stessi anni 70-80 da Michel Foucault (Vedi soprattutto "L'Io diviso", 1959, e "La politica della famiglia", 1968).
Alla ricerca della matrice dell'esperienza Laing ultimamente, nel proseguire la sua ricerca nel campo della psicologia, si è inoltrato in studi approfonditi sempre più indietro alle prime fasi della vita prenatale.

## Opere

### Malattia mentale
Analizzato dallo psicoanalista inglese Charles Rycroft presto sviluppò una visione della psicopatologia del tutto originale. In alcuni saggi famosi propose un nuovo punto di vista sulla malattia mentale. In particolare scrisse sulla condizione schizoide e sulla psicosi.

Nel suo primo libro, L'io diviso (The divided self, Glasgow 1955), pubblicato a soli ventotto anni, dichiarava apertamente di ispirarsi alla filosofia esistenzialista e definisce la sua prospettiva “psichiatria esistenziale”, nella linea di Karl Jaspers e Ludwig Binswanger, dai quali in seguito, a partire da "La politica dell'esperienza", si allontanò per dar luogo all'esperienza antipsichiatrica.

Fu uno dei primi medici a descrivere la malattia mentale come una forma di “esperienza” esistenziale o punto di vista che, in linea di principio, è perfettamente comprensibile agli altri e dotato di senso. In particolare, in L'io diviso suggerisce come le problematiche inerenti all'insicurezza ontologica del singolo individuo si intreccino con la variegata fenomenologia delle turbe psichiche.

A partire da queste riflessioni svilupperà la tematica, centrale negli psichiatri che a Laing e all'antipsichiatria faranno riferimento, delle dinamiche di invalidazione tipiche delle famiglie schizofrenogeniche. Si leggano a proposito sia "La politica della famiglia" che "Normalità e follia nella famiglia".
Nel 1913, lo psichiatra e filosofo Karl Jaspers scrisse nella sua opera Psicopatologia generale, che molti dei sintomi della malattia mentale (e particolarmente i deliri) fossero "non-comprensibili", e dunque degni di ben poca considerazione tranne come segni di un qualche altro disordine primario soggiacente. Allora, nel 1956, Gregory Bateson e i suoi colleghi Paul Watzlawick, Donald Jackson e Jay Haley articolarono una teoria della schizofrenia come originantesi da situazioni di doppio legame dove una persona riceve messaggi diversi o contraddittori. I sintomi percepiti della schizofrenia sono un'espressione di questa angustia e debbono essere considerati catartici e valutati come esperienza trans-formativa. Laing tentò di argomentare in modo del tutto simile riguardo alle psicosi. Lo strano comportamento e il discorso apparentemente confuso degli individui sottoposti a un episodio psicotico è in definitiva comprensibile come tentativo di comunicare preoccupazioni e problemi, spesso in situazioni dove ciò non è possibile o non è permesso. Laing pose in rilievo il ruolo dalla società e, in particolar modo, la famiglia, nello sviluppo della "follia". Cerca di dimostrare inoltre che gli individui possono essere messi spesso in situazioni impossibili, dove sono incapaci di conformarsi alle aspettative conflittuali dei loro pari, arrivando a una situazione cosiddetta lose-lose (senza possibilità di vincere) e a una enorme oppressione mentale per gli individui interessati.
Laing vide la psicopatologia come insediata non in organi biologici o psichici – a causa di cui l'ambiente è relegato a giocare al massimo solo un ruolo accidentale come immediato innesco della malattia (in base al "modello di diatesi dell'impulso" della natura e della causa psicopatologica) – ma piuttosto nella culla sociale, la patria urbana, che la coltiva, il vero crogiuolo in cui vengono forgiati gli "ego". Questa ri-valutazione del luogo nel processo della malattia – e conseguente spostamento di forme di trattamento – era in forte contrasto con l'ortodossia psichiatrica in quanto, nel senso più ampio, gli esseri umani sono connaturati soggetti psicologici ed "ego" patologici. Laing fu rivoluzionario nel valutare il contenuto del comportamento psicotico e il discorso come una valida espressione di insofferenza, sebbene avvolto in un linguaggio enigmatico pregno di simbolismo personale, significativo solo se visto dall'interno della situazione vissuta. Se un terapeuta riesce a capire meglio il suo o la sua paziente - argomenta Laing - allora può iniziare a fare "uso sensato" del simbolismo della psicosi del paziente, e dunque iniziare a rivolgersi ai problemi che sono la causa e la radice dell'angustia.
Laing ampliò la sua visuale rifacendosi all'ipotesi del "doppio legame", proposta da Bateson e altri antropologi, giungendo a un concetto inedito, descrivendo la situazione altamente complessa che si rivela nel processo del "diventare matti" come un "incompatibile nodo". Egli paragona ciò a una situazione dove la mano destra può esistere anche senza la mano sinistra. In questa insostenibile condizione qualcosa viene fuori senz'altro, e più spesso di quanto si creda, dando stabilità psicologica, allorché una sequenza di auto-distruzione viene messa in moto.
Laing mai negò l'esistenza della malattia mentale, ma la vedeva in una luce radicalmente diversa dai suoi contemporanei. Per Laing, la malattia mentale potrebbe essere un episodio trasformativo mediante cui il processo soggiacente al disturbo mentale viene paragonato a un viaggio sciamanico. Il viaggiatore potrebbe ritornare dal viaggio con (ipoteticamente) importanti intuizioni e potrebbe infine diventare (secondo le opinioni di Laing e dei suoi seguaci) più saggio e con i piedi ben più piantati a terra.

### Insicurezza ontologica, nesso familiare e doppio legame
Ne L'Io diviso (1960), Laing contrappone l'esperienza della persona "ontologicamente sicura" a quella di una persona che "non può afferrare la realtà, la vita, l'autonomia e l'identità di sé stessa e altre cose date per scontate" e che di conseguenza escogita strategie per evitare la "perdita del suo io". Laing spiega come noi esistiamo nel mondo in quanto esseri definiti da altri che portano un modello di noi nelle loro menti, proprio come noi portiamo modelli di loro nelle nostre menti. Negli scritti successivi pone maggior rilievo su questo a livelli più profondi, spiegando ed elaborando in modo dettagliato come "A sa che B conosce che A conosce che B conosce..." I nostri sentimenti e motivazioni derivano moltissimo da questa condizione di "essere nel mondo" nel senso di esistere per gli altri, i quali esistono per noi. Senza questo noi soffriamo di "insicurezza ontologica", una condizione spesso espressa in termini di "essere morto" al mondo, ovvero per le altre persone, ovviamente ancora fisicamente vive.
In Io e gli altri (1961), la definizione di normalità data da Laing cambia considerevolmente.
In Normalità e follia nella famiglia (1964), Laing ed Esterton forniscono dei resoconti di molte famiglie, analizzando come i loro membri vedono l'un l'altro e cosa in effetti comunicano fra loro. Il modo sensazionale in cui le menzogne sono perpetuate nell'interesse della politica della famiglia suonano vere a molti "lettori" delle famiglie "normali", e l'opinione di Laing è che in alcuni casi queste menzogne sono così strenuamente mantenute da rendere impossibile, a un bambino vulnerabile, la capacità di determinare cosa sia in effetti la verità, lasciando soltanto ciò che è la verità della situazione creata da loro [i familiari].

Egli usa il termine 'nesso familiare' per descrivere la visione del consenso all'interno della famiglia, ma da ora in poi molto di ciò che viene scritto appare ambivalente, come ha sottolineato Andrew Collier ne "La Filosofia e politica della psicoterapia" (con un contributo di Laing, 1977). Un filo che collega il pensiero di Laing, rintracciabile in Marx e Sartre, è la condanna della società che incatena il genere umano contro la sua volontà, sottraendogli la libertà individuale. Lasciate a loro stesse, le persone risultano sane e quelle con la cosiddetta malattia mentale stanno in effetti cercando solo di trovare la strada di ritorno al loro stato naturale. Questa è la base del suo approccio alla psicoterapia, come nel caso del suo più famoso "paziente" Mary Barnes. Una tipica idea del suo lavoro è sintetizzata nella seguente citazione tratta da La politica dell'esperienza: 
Un paradosso che sorge dalle interpretazioni fornite da Laing è riscontrabile nella necessità di sicurezza ontologica che nel suo primo libro indica come forza trainante che costruisce le società. Laing caratterizza il nesso familiare come l'abitudine di porre i bambini in un doppio legame, incapaci di obbedire a ingiunzioni da parte dei membri della famiglia, ma senza biasimare questi, dato che i familiari sono di solito inconsapevoli di tale processo e, come per i bambini, restano confusi all'interno della situazione. La prefazione alla seconda edizione e introduzione alla Normalità e follia nella famiglia offre una concisa articolazione su questo argomento.

## Influenza
Nel 1965 Laing cofondava nel Regno Unito l'istituzione benefica Philadelphia Association, che egli stesso presiedeva. La sua opera influenzò il più vasto movimento di comunità terapeutiche, operante in ambienti psichiatrici meno "provocatori" (secondo la visuale laingiana). Altre organizzazioni create nel solco della tradizione laingiana sono la Arbours Association e la New School of Psychotherapy and Counselling a Londra.

## Curiosità
- Il gruppo progressive rock Gentle Giant scrisse il brano "Knots", ispirandosi agli scritti di R.D. Laing.

- Secondo David Gilmour in un'intervista del 1974, il fondatore dei Pink Floyd Syd Barrett venne fatto visitare da Laing ma quest'ultimo, dopo aver ascoltato una registrazione di una conversazione di Barrett, disse che ormai non c'era più niente da fare.[32]
- Il nome di Lain, protagonista di Serial Experiments Lain, è un riferimento allo psicologo, siccome i suoi scritti trattano della degenerazione schizofrenica, ovvero uno dei temi principali del videogioco.[33]

### Libri di Laing come autore o coautore

#### In lingua inglese
- (EN)  Laing, R.D. (1960) The Divided Self: An Existential Study in Sanity and Madness. Harmondsworth: Penguin.
- (EN)  Laing, R.D. (1961) The Self and Others. London: Tavistock Publications.(Psychoanalytic Electronic Publishing. Consultato il 16 ottobre 2008)
- (EN)  Laing, R.D. and Esterson, A. (1964) Sanity, Madness and the Family. London: Penguin Books.
- (EN)  Laing, R.D. and Cooper, D.G. (1964) Reason and Violence: A Decade of Sartre's Philosophy. (2nd ed.) London: Tavistock Publications Ltd.
- (EN)  Laing, R.D., Phillipson, H. and Lee, A.R. (1966) Interpersonal Perception: A Theory and a Method of Research. London: Tavistock.
- (EN)  Laing, R.D. (1967) The Politics of Experience and the Bird of Paradise. Harmondsworth: Penguin.
- (EN)  Laing, R.D. (1970) Knots. London: Penguin. excerpt Archiviato il 14 novembre 2008 in Internet Archive., movie (IMDB)
- (EN)  Laing, R.D. (1971) The Politics of the Family and Other Essays. London: Tavistock Publications.
- (EN)  Laing, R.D. (1976) Do You Love Me? An Entertainment in Conversation and Verse New York: Pantheon Books.
- (EN)  Laing, R.D. (1976) Sonnets. London: Michael Joseph.
- (EN)  Laing, R.D. (1976) The Facts of Life. London: Penguin.
- (EN)  Laing, R.D. (1977) Conversations with Adam and Natasha. New York: Pantheon.
- (EN)  Laing, R.D. (1982) The Voice of Experience: Experience, Science and Psychiatry. Harmondsworth: Penguin.
- (EN)  Laing, R.D. (1985) Wisdom, Madness and Folly: The Making of a Psychiatrist 1927-1957. London: Macmillan.
- (EN)  Mullan, B. (1995) Mad to be Normal: Conversations with R.D. Laing. London: Free Association Books.
- (EN)  Russell, R. and R.D. Laing (1992) R.D. Laing and Me: Lessons in Love. New York: Hillgarth Press.
- (EN)  Caretti, V. and R.D. Laing (2022) Dialogues on Madness and Wisdom: In Conservation with R.D. Laing. Edited by Groth, M. and D. Serra. London: The Society for Existential Analysis.

#### Libri e scritti di Laing tradotti in italiano
- L'io diviso (1959)
- L'Io e gli altri (1959)
- Ragione e violenza (1964)
- Normalità e follia nella famiglia (1964)
- La politica dell'esperienza, traduzione di Aldo Tagliaferri, Milano, Feltrinelli Economica, 1968.
- La politica della famiglia (1969)
- Nodi (1970)
- I fatti della vita (1976)
- Mi ami? (1976)
- Conversando con i miei bambini (1977)
- Intervista sul folle e il saggio (1979)
- Nascita dell'esperienza (1982)

### Libri su R.D. Laing

#### In lingua inglese
- (EN)  Boyers, R. and R. Orrill, Eds. (1971) Laing and Anti-Psychiatry. New York: Salamagundi Press.
- (EN)  Burston, D. (1996) The Wing of Madness: The Life and Work of R. D. Laing. Cambridge, MA: Harvard University Press.
- (EN)  Burston, D. (2000) The Crucible of Experience: R.D. Laing and the Crisis of Psychotherapy. Cambridge, MA: Harvard University Press.
- (EN)  Clay, J. (1996) R.D. Laing: A Divided Self. London: Hodder & Stoughton.
- (EN)  Collier, A. (1977) R.D. Laing: The Philosophy and Politics of Psychotherapy. New York: Pantheon.
- (EN)  Evans, R.I. (1976) R.D. Laing, The Man and His Ideas. New York: E.P. Dutton.
- (EN)  Friedenberg, E.Z. (1973) R.D. Laing. New York: Viking Press.
- (EN)  Miller, G. (2004) R.D. Laing. Edinburgh: Edinburgh University Press.
- (EN)  Laing, A. (1994) R.D. Laing: A Biography. New York: Thunder's Mouth Press.
- (EN)  Kotowicz, Z. (1997) R.D. Laing and the Paths of Anti-Psychiatry. London: Taylor & Francis.
- (EN)  Mullan, B., Ed. (1997) R.D. Laing: Creative Destroyer. London: Cassell & Co.
- (EN)  Mullan, B. (1999) R.D. Laing: A Personal View. London: Duckworth.
- (EN)  Raschid, S., Ed. (2005) R.D. Laing: Contemporary Perspectives. London: Free Association Books.

#### In lingua italiana
- Juliet Mitchell, Psicoanalisi e femminismo: Freud, Reich, Laing e altri punti di vista sulla donna, Einaudi 1976
- Peter Robinson, Asylum: Un film su una comunità psichiatrica di R.D. Laing, Einaudi 1977
- Carlo Ravasini, La follia contestata: da Freud a Laing, Guaraldi 1977
- Russell Jacoby, L'amnesia sociale: critica della psicologia conformista da Adler a Laing, Edizioni di Comunità 1978
- Vincenzo Caretti, Le radici dell'esperienza: dalla fenomenologia di Laing alla critica della psicoanalisi, Astrolabio 1982
- Fritjof Capra, Verso una nuova saggezza: conversazioni con Gregory Bateson, Indira Gandhi, Werner Heisenberg, Krishnamurti, Ronald David Laing, Ernest F. Schumacher, Alan Watts e altri personaggi straordinari, Feltrinelli 1990
- Daniel Burston, The wing of madness. The life and work of R.D.Laing, Harvard University Press, Cambridge (Massachusetts) e Londra 1996.
- Roberta Calandra, Il cogito ferito di R.D. Laing e la crisi della conoscenza scientifica del soggetto nel '900, Zephyro Edizioni 2006
- Antonello Carusi, Valter Santilli, R.D.Laing: l'ombra del maestro, Alpes editrice 2015

### Film e rappresentazioni teatrali su R.D. Laing
- (EN)  Ah, Sunflower (1967). Cortometraggio di Robert Klinkert e Iain Sinclair, filmato riguardante alla conferenza sulla "Dialettica della liberazione" (Dialectics of Liberation) e incentrato sulle figure di Laing, Allen Ginsberg, Stokely Carmichael e altri.
- (EN)  Cain's Film (1969). Cortometraggio di Jamie Wadhawan su Alexander Trocchi, in cui compaiono altre figure della controcultura del tempo a Londra, compreso Laing, William Burroughs e Davy Graham.
- (EN)  Family Life (1971). Rimaneggiamento di In Two Minds che "esplora il problema della schizofrenia e le idee dello psichiatra radicale R. D. Laing". (Cooke, Lez "BFI Screenonline: Loac,h Ken (1936-) Biography", url consultato il 7 luglio 2011.) Diretto da Ken Loach.
- (EN)  Asylum (1972). Documentario diretto da Peter Robinson che mostra il progetto comunitario psichiatrico dove pazienti e terapisti vivono insieme. Nel film appare anche Laing.
- (EN)  Knots (1975). Film adattato dal libro di Laing e dal dramma di Edward Petherbridge.
- (EN)  How Does It Feel? (1976). Documentario sui sensi fisici e la creatività caratterizzante Laing, Joseph Beuys, David Hockney, Elkie Brooks, Michael Tippett e Richard Gregory.
- (EN)  Birth with R.D. Laing (1978). Documentario sulla "istituzionalizzazione delle pratiche inerenti alla gravidanza nella società occidentale". (IMDB "Birth with R.D. Laing", url consultato il 7 luglio 2011.)
- (EN)  R.D. Laing's Glasgow (1979). Un episodio della serie televisiva canadese Cities.
- (EN)  Did You Used to be R.D. Laing? (1989). Documentario: ritratto di Laing fatto da Kirk Tougas e Tom Shandel. Adattato per la scena nel 2000 da Mike Maran.
- Eros, Love & Lies (1990). Documentario su Laing.
- (EN)  What You See Is Where You're At (2001). Un collage di filmati di Luke Fowler sull'esperimento di Laing come terapia alternativa al Kingsley Hall.
- (EN)  All Divided Selves (2011). Un altro collage di materiale d'archivio e filmati inediti di Luke Fowler.